# 에코구로 협동조합
에코구로 협동조합은 신재생 에너지를 생산하고 서울특별시 구로구를 에너지 자립마을로 만들기 위해 시민들이 힘을 모아 만든 협동조합이다. 시민들의 자발적 참여를 통해 민주적으로 운영되며, 구로구에 햇빛발전소를 세우고, 신재생 에너지 교육을 한다.
2013년 8월 구로구청과 에너지자립마을 조성을 위한 양해각서를 체결했으며, 2013년 10월 서울시 마을기업에 선정되었다.
김종욱 서울시의원이 에코구로 협동조합의 이사장이며, 사무국장은 양삼승이다.
모든 조합원은 출자액의 많고 적음과 무관하게 동등한 1표를 행사한다. 또한 조합원이 되면 전력 판매 수익금을 배당받을 수 있고, 지구와 자연, 환경 보호에 앞장서는 환경운동가가 될 수 있는 효과를 가진다.

## 설립역사
2012년 10월 태양열 발전소에 대한 사업 및 환경 타당성 조사를 처음 실시하였고, 2013년 8월 28일에는 구로구청과 에너지 자립마을 조성을 위한 양해각서를 체결하였고, 2013년 10월 7일에는 서울시 마을기업으로 선정되기도 하였다.

## 발전방향
이 협동조합은 첫째, 햇빛발전소 건립, 둘째, 가정용 태양열발전기 보급, 셋째, 친환경생태교육을 목적으로 하고 있다.
햇빛발전소
구로햇빛발전소는 공공청사 옥상을 대상부지로 하여, 30킬로와트의 발전용량을 목표로 한다. 모금 목표는 1억원이며 출자자들의 이름이 햇빛 발전소에 기록될 예정이다.
에코구로 협동조합은 30kW(30kW*3.3시간*365일)의 전기를 생산하게 되며, 연간 이산화탄소 15.3573kg (1kW당 0.425g)을 줄일 수 있다. 이는 매년 2.021그루의 30년생 소나무를 심는 것과 동일한 효과를 가진다.
이렇게 생산된 전기는 전력망을 통해 지역에 태양열 전기를 공급하게 되며, 햇빛 전력 판매 이익은 햇빛발전소 확대와 지역 기금으로 사용될 예정이다.
가정용 태양열발전기 보급
빌라 및 단독주택, 유치원 및 어린이집 옥상에 3kw급 발전기를 보급할 계획을 가지고 있다. 또한 아파트 베란다에 설치하는 미니 태양열발전기를 보급할 예정이다.
친환경 생태교육
매월 1회 이상 조합원 및 지역주민들을 대상으로 하는 교육을 진행하고 있다. 또한 사무실은 누구에게나 자유롭게 개방되고, 지역문화의 단초를 만들 계획이다.

## 기타활동
에코구로 협동조합은 구로지역의 일반 시민들의 출자를 통해 형성된 협동조합이므로, 단순히 발전소 건립과 전력생산의 목표에 전념하지 않고, 지속적인 조합원 교육을 진행하고 있다.
- 제 1회 교육: 2013년 11월 14일 안병옥 기후변화행동연구소 소장이 교육을 진행하였다.
- 제 2회 교육: 2013년 12월 10일 이상한나라의 경제학의 저자인 이원재씨가 교육을 진행하였다.

## 기타정보
- 주소: 서울특별시 구로구 개봉로 121 (개봉동, C&C빌딩 2층)
- 공식홈페이지: https://web.archive.org/web/20131211214820/http://www.ecoguro.co.kr/main.do